# Teja Oblaková
Teja Oblaková, nepřechýleně Oblak (* 20. prosince 1990 Kranj, Slovinsko), je slovinská basketbalistka hrající na pozici rozehrávačky. V sezóně 2022/2023 hraje za tým ZVVZ USK Praha, kde je kapitánkou. Účastní se české ženské extraligy i Euroligy žen.
Nejvyšší ženské evropské ligy se účastní již od roku 2014, celkem za 4 různé týmy - CCC Polkowice (2014), Good Angels Košice (2015, 2016), Atomerőmű KSC Szekszárd (2018) a ZVVZ USK Praha (2019-2024). Třikrát se také účastnila další významné evropské basketbalové ligy EuroCup žen.

## Úspěchy
Klubové
ZVVZ USK Praha
- 6× vítěz Ženské basketbalové ligy – 2018/19, 2019/20, 2020/21, 2021/22, 2022/23, 2023/24

Good Angels Košice
- 3× vítěz Slovenské basketbalové extraligy žen – 2014/15, 2015/16, 2016/17

## Osobní život
Během svého členství v klubu ZVVZ USK Praha se naučila česky. Umí také slovensky.
Její bratr je profesionální fotbalový brankář Jan Oblak, hraje za španělský tým Atlético Madrid. Její otec byl také fotbalový brankář.